# سياسة أومبريا
تدور سياسة أومبريا وهي إحدى أقاليم إيطاليا العشرين في إطار ديمقراطية تمثيلية نصف رئاسية، حيث رئيس الإقليم هو رئيس الحكومة، بنظام متعدد الأحزاب. تناط السلطة التشريعية في المجلس الإقليمي لأومبريا، بينما يمارس السلطة التنفيذية مجلس الوزراء الإقليمي بقيادة رئيس الإقليم الذي ينتخبه الأومبريون مباشرة. النظام الأساسي الحالي معمول به منذ عام 2005.
بعد الحرب العالمية الثانية أصبحت أومبريا معقلًا للحزب الشيوعي الإيطالي وخليفته الحزب الديمقراطي لليسار والديمقراطيون من اليسار وأخيرًا الحزب الديمقراطي.